# Amenmeses
Menmira Setepenra - Amenmeses, o Amenmeses, fue el quinto faraón de la Dinastía XIX de Egipto, gobernó unos tres años, entre c. 1203 y 1200 a. C.
Julio Africano comenta que reinó 5 años, y Eusebio de Cesarea que reinó 26 años.
Amenmeses significa 'engendrado por Amón'. Su Nombre de Trono fue Menmira Setepenra, que significa ‘eterno como Ra, elegido de Ra’.
Uno de sus títulos era Heqauaset, que significa ‘gobernante de Tebas’. 

## Amenmeses el usurpador
Es probable que él no fuera el heredero verdadero al trono. La mayoría de los egiptólogos (con Kenneth Kitchen y Von Beckerath) creen que sucedió a Merenptah como faraón, aunque el hijo de Merneptah, Seti II, debía haber sido el próximo en la línea de sucesión. Amenmeses pudo haber sido el chaty, y se aprovechó de la debilidad de Sethy o bien tomó el poder mientras el príncipe heredero estaba lejos, en Asia. No está claro lo que sucedió.
Se ha planteado la teoría de que Amenmeses era el hijo del propio Seti II y de su primera esposa, quien pudiera ser Tajat, la representada en parte de la tumba de Amenmeses. Esta teoría se basa en que, de no haber sido de sangre real, nunca hubiera sido admitido por el clero y por el pueblo, y no parece muy posible que Merenptah fuese su padre sino su abuelo.
Sin embargo, su peculiar golpe de Estado contra su padre no pareció tener un éxito completo, pues su radio de acción estuvo situado principalmente en Tebas y más al sur, hasta Nubia. No hay ningún vestigio suyo en las ciudades importantes del norte, como Menfis o Pi-Ramsés.

## Tiempos difíciles
La época que le tocó vivir a Amenmeses era convulsa, y nada tenía que ver con la de hacía medio siglo. Pese a que no había problemas en el extranjero, tras firmar la paz con los hititas bajo Ramsés II y rechazar una invasión bajo Merenptah, la situación interna era muy complicada. Egipto llevaba ya cuarenta años, o más, siendo gobernado por ancianos incapaces que delegaron en loa influyentes nobles y sacerdotes, muy ambiciosos, y la población se moría de hambre.
Era un perfecto cultivo, dada la tensión social de entonces, como para un desgajamiento en la enorme familia real. Amenmeses, quizás demasiado impaciente por suceder al legítimo Seti II, se acantonó en Tebas, dominando todo el sur del país con el beneplácito de los sacerdotes de Amón, más poderosos que nunca. Por su parte, Seti II y el resto de la familia ramésida se recluiría en el delta, en su palacio de Pi-Ramsés, incapaces todos de provocar una guerra civil dada la debilidad de ambos bandos.

## La tumba de Amenmeses
Fue enterrado en una tumba (hipogeo) en el Valle de los Reyes que es identificada como Tumba KV10. La tumba de Amenmeses también se saqueó en la antigüedad. Se han encontrado tres momias en esta tumba, de dos mujeres y un hombre, pero es dudoso que cualquiera de estas sean Amenmeses y las otras dos ocupantes de la tumba, las reinas Tajat y Baktwerel, como se afirmó en un principio. Está aún sin comprobar si fueron intrusiones posteriores.

## Testimonios de su época

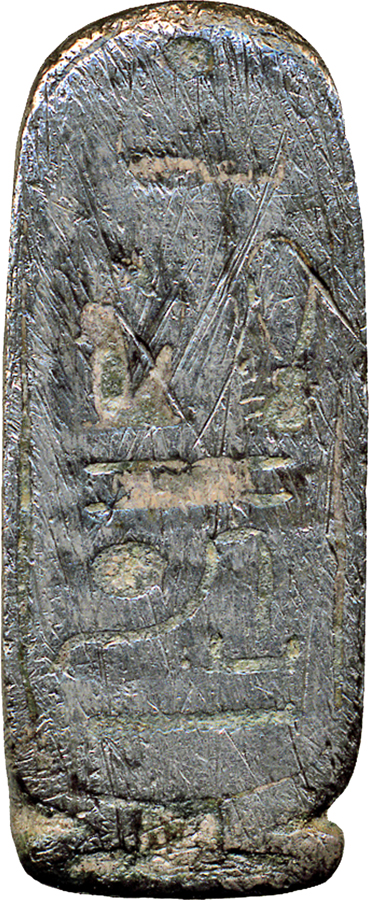
Anillo con el nombre de Amenmeses.

- Amenmose fue el responsable de restaurar una capilla datada de Tutmosis III que está junto un templo en Tod.
- También son consideradas suyas seis estatuas de cuarcita, colocadas originalmente en la sala hipóstila del Templo de Amón en Karnak, aunque están mutiladas y fueron reescritas para reemplazar su nombre por el de Sethy II (Cardon 1979; Yurco 1979) Una de estas estatuas, con la inscripción, "la Gran Esposa Real Tajat", apoya la tesis de que ella era la esposa de Amenmeses.

Inscripciones con su nombre
- Inscripciones en Karnak (Kitchen 1982c: 194-197)
- Inscripción en el templo pequeño en Medinet Habu (Kitchen 1982c: 197)
- Inscripciones en una capilla en Deir el-Medina (Kitchen 1982c: 198-199)
- Estela encontrada en Buhen (Kitchen 1982c: 202)
- Recipiente de fayenza con el nombre del rey, encontrado en Riqqeh.

## La venganza de Seti II
Tras un breve reinado y, como si no hubiera existido, Amenmeses murió, pasando prácticamente sin pena ni gloria a la historia. Su sucesor, y posible padre, Seti II usurpó o borró casi todos los textos y relieves de su hijo. No quedó ninguna mención de Amenmeses. Lo más probable es que Seti II ordenara profanar la tumba de Amenmeses, pues su momia nunca se encontró en los dos grandes escondrijos de momias reales encontrados en 1881 y 1901.
Subsisten inscripciones que mencionan el nombre de Tajat que sugieren que ella fue enterrada en la tumba de Amenmeses. Los objetos de las tumbas de Seti I y de Ramsés VI que también se encontraron en la tumba KV10 aumentan la incertidumbre.
Después de su muerte, Seti II realizó también una campaña contra la memoria del visir de Amenmeses, Jaemter. El egiptólogo Frank Yurco indicó que emisarios de Seti II borraron todas las inscripciones de Jaemter, aún las que se habían inscrito anteriormente, cuando sirvió como virrey en Nubia.

## Titulatura
| Titulatura | Jeroglífico | Transliteración (transcripción) - traducción - (referencias) |

| G5 |

| G5 |

| E2 · D40 | C10 | mr | U32 | n · N19 | N21 · N21 |

| E2 · D40 | C10 | mr | U32 | n · N19 | N21 · N21 |

| E2 · D40 | C10 | mr | U32 | n · N19 | N21 · N21 |

| E2 · D40 | C10 | mr | U32 | n · N19 | N21 · N21 |

| G5 |

| G5 |

| E2 · D40 | C10 | mr | U32 | n · N19 | N21 · N21 |

| E2 · D40 | C10 | mr | U32 | n · N19 | N21 · N21 |

| E2 · D40 | C10 | mr | U32 | n · N19 | N21 · N21 |

| E2 · D40 | C10 | mr | U32 | n · N19 | N21 · N21 |

| G16 |

| G16 |

| G36 · r | D58 | i | G1 | i · t | i | U16 · Aa15 | i | p · t | Q1 | Z2ss · O49 |

| G36 · r | D58 | i | G1 | i · t | i | U16 · Aa15 | i | p · t | Q1 | Z2ss · O49 |

| G16 |

| G16 |

| G36 · r | D58 | i | G1 | i · t | i | U16 · Aa15 | i | p · t | Q1 | Z2ss · O49 |

| G36 · r | D58 | i | G1 | i · t | i | U16 · Aa15 | i | p · t | Q1 | Z2ss · O49 |

| G8 |

| G8 |

| O29V | HASH | O49 |

| O29V | HASH | O49 |

| G8 |

| G8 |

| O29V | HASH | O49 |

| O29V | HASH | O49 |

| N5 | mn · n | W19 | N5 | U21 · n |

| N5 | mn · n | W19 | N5 | U21 · n |

| N5 | mn · n | W19 | N5 | U21 · n |

| N5 | mn · n | W19 | N5 | U21 · n |

| N5 | mn · n | W19 | N5 | U21 · n |

| N5 | mn · n | W19 | N5 | U21 · n |

| N5 | mn · n | W19 | N5 | U21 · n |

| N5 | mn · n | W19 | N5 | U21 · n |

| N5 | mn · n | W19 | N5 | U21 · n |

| N5 | mn · n | W19 | N5 | U21 · n |

| N5 | mn · n | W19 | N5 | U21 · n |

| N5 | mn · n | W19 | N5 | U21 · n |

| N5 | mn · n | W19 | N5 | U21 · n |

| N5 | mn · n | W19 | N5 | U21 · n |

| N5 | mn · n | W19 | N5 | U21 · n |

| N5 | mn · n | W19 | N5 | U21 · n |

| C12 | F31 | O34 · O34 | S38 | X7 | R19 |

| C12 | F31 | O34 · O34 | S38 | X7 | R19 |

| C12 | F31 | O34 · O34 | S38 | X7 | R19 |

| C12 | F31 | O34 · O34 | S38 | X7 | R19 |

| C12 | F31 | O34 · O34 | S38 | X7 | R19 |

| C12 | F31 | O34 · O34 | S38 | X7 | R19 |

| C12 | F31 | O34 · O34 | S38 | X7 | R19 |

| C12 | F31 | O34 · O34 | S38 | X7 | R19 |

| C12 | F31 | O34 · O34 | S38 | X7 | R19 |

| C12 | F31 | O34 · O34 | S38 | X7 | R19 |

| C12 | F31 | O34 · O34 | S38 | X7 | R19 |

| C12 | F31 | O34 · O34 | S38 | X7 | R19 |

| C12 | F31 | O34 · O34 | S38 | X7 | R19 |

| C12 | F31 | O34 · O34 | S38 | X7 | R19 |

| C12 | F31 | O34 · O34 | S38 | X7 | R19 |

| C12 | F31 | O34 · O34 | S38 | X7 | R19 |

Todas las variantes de nombres de Amenmeses